# 米蘭達市 (梅里達州)

米蘭達市（西班牙語：Municipio Miranda），是委內瑞拉的一個市，位於該國西部梅里達州，首府設於蒂莫特斯，面積430平方公里，主要經濟活動是農業，2013年人口25,035，人口密度每平方公里58.22人。